# (16797) Wilkerson
(16797) Wilkerson est un astéroïde de la ceinture principale.

## Description
(16797) Wilkerson est un astéroïde de la ceinture principale. Il fut découvert le 7 février 1997 à San Marcello Pistoiese par Andrea Boattini et Luciano Tesi. Il présente une orbite caractérisée par un demi-grand axe de 3,19 UA, une excentricité de 0,15 et une inclinaison de 7,8° par rapport à l'écliptique.

## Compléments